# Rörtjärnen (Åsarne socken, Jämtland)
Rörtjärnen är en sjö i Bergs kommun i Jämtland och ingår i Ljungans huvudavrinningsområde.